# 소의 윤씨
귀인 윤씨(昭儀 尹氏, 1602년 ~ 1623년 4월 13일(음력 3월 14일))는 조선의 15대 왕 광해군의 후궁이다. 본명은 윤영신(尹永新)이다.
아버지는 파평 윤씨 윤홍업이고 어머니는 창원 유씨 유필영의 딸이다. 광해군의 승은을 입고 숙의에 봉작되었다가, 1619년 음력 6월 23일 옹주를 낳고 소의로 승격되었다. 이후 귀인(貴人)으로 한 단계 더 승격되었다. 옹주의 출생일은 태실이 경상북도 울진군 북면 나곡리에서 발견됨으로써 알려졌다.
1623년(광해군 15) 음력 3월 13일 서인들이 일으킨 인조반정군이 도성을 장악한 뒤 체포되어 이튿날 처형되었다. 단 《계해정사록》에는 음력 4월 9일에 사사했다고 기록되어 있다.

## 가족 관계
- 아버지 : 윤홍업(尹弘業)
- 어머니 : 창원 유씨 유필영(兪必英)의 딸
- 시아버지 : 제14대 선조(宣祖, 1552~1608, 재위:1567~1608)
- 시어머니 : 공빈 김씨(恭嬪 金氏, 1553~1575)
  - 남편 : 제15대 광해군(光海君, 1575~1641, 재위:1608~1623)
    - 딸 : 단인 전주 이씨(1619~?) - 박징원(朴澂遠)에게 하가

## 소의 윤씨가 등장하는 작품

### 드라마
- 《보쌈 - 운명을 훔치다》(MBN, 2021년, 배우:소희정)

## 같이 보기
- 조선 광해군
- 박징원
- 인조반정